# Оранжевое свободное государство (провинция)
Провинция Оранжевого свободного государства (африк. Provinsie van die Oranje-Vrystaat, англ. Province of the Orange Free State) была одной из четырех провинций Южно-Африканского Союза и Южно-Африканской Республики в период с 1910 по 1994 гг. 27 апреля 1994 года в результате административной реформы провинция была преобразована в новую провинцию Фри-Стейт.
Границы современной провинции Фри-Стейт полностью совпадают с границами Оранжевого свободного государства, если не учитывать границ и территорий непризнанных международным сообществом бантустанов Кваква и Бопутатсвана.
В честь Оранжевого свободного государства назван астероид (1195) Оранжия, открытый 24 мая 1931 года южноафриканским астрономом Сирилом Джексоном в Республиканской обсерватории Йоханнесбурга.